# Senotainia anamalaica
Senotainia anamalaica är en tvåvingeart som beskrevs av Yu. G. Verves 1988. Senotainia anamalaica ingår i släktet Senotainia och familjen köttflugor. Inga underarter finns listade i Catalogue of Life.